# Liber censuum Romanae Ecclesiae

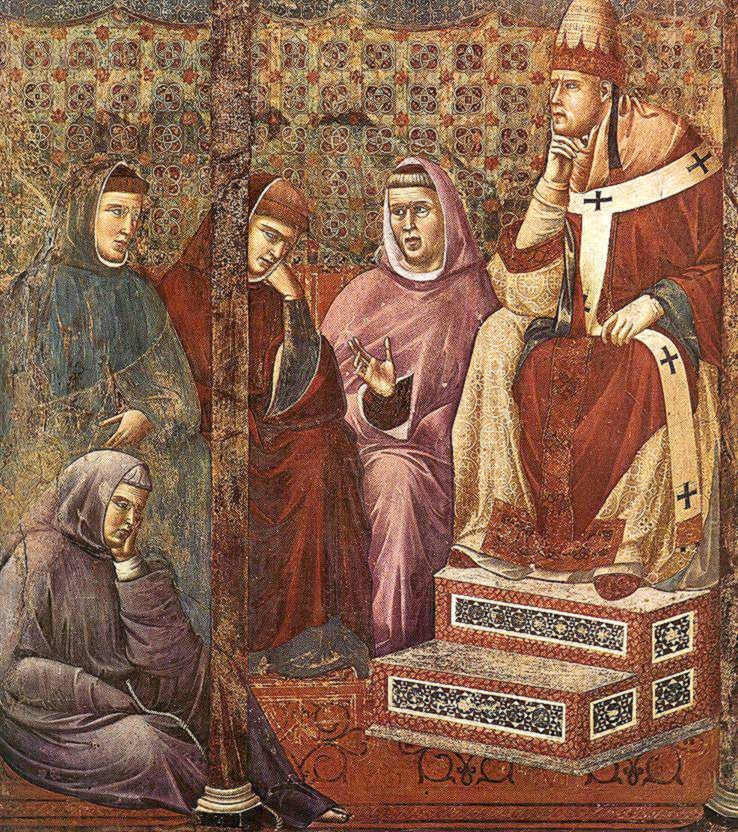
Le cardinal Cencius, futur Pape Honorius III, auteur du Liber Censuum. Portrait par Giotto

Le Liber censuum Romanae Ecclesiae est un document médiéval contenant la liste des diocèses de l'Église catholique. Il est daté de 1192 et son auteur, Cencius Camerarius, est identifié à Cencio Savelli, le futur pape Honorius III.
Il donne une liste de tous les revenus et propriétés du Saint-Siège, toutes les donations, les privilèges et les contrats avec les villes et les souverains. Le registre, commencé sous Clément III, est achevé en 1192 sous Célestin III.